# Alex Lawler
Alex Lawler (nascido em 9 de setembro de 1981)[carece de fontes?] é um ator britânico, que atuou em Mike Bassett: England Manager como "Sexy", e já apareceu em Dream Team.